# Биак (остров)
Биак (индон. Pulau Biak) — крупнейший остров архипелага Биак. В административном отношении относится к индонезийской провинции Папуа.
Расположен в заливе Чендравасих, к северо-западу от Новой Гвинеи и к юго-востоку от острова Супиори. Площадь острова составляет 1904,3 км²; длина береговой линии — 230,8 км.
На южном побережье острова находится город Биак; все остальные населённые пункты представляют собой небольшие деревни. Население представлено главным образом меланезийцами. Основная религия — христианство. Основной язык населения также носит название биак и относится к австронезийской языковой семье. Официальный язык, как и по всей стране — индонезийский.
На острове расположен аэропорт Франц Каисиепо, принимающий регулярные рейсы из Джаяпуры, Джакарты и некоторых других городов страны.

## Известные уроженцы
- Каисиепо, Франс (1921—1979) — индонезийский государственный и политический деятель. Национальный герой Индонезии.